# Hallgatói Önkormányzatok Országos Konferenciája
A HÖOK a magyarországi felsőoktatási intézmények hallgatói önkormányzatainak demokratikus alapú érdekképviseleti civil szervezete. Főleg az intézményi és regionális szinten nem megoldható felsőoktatás- és ifjúságpolitikai feladtok ellátását tűzte ki céljául. A HÖOK az külföldön, így az Európai Unió tagállamaiban is a hallgatók jogainak érvényesítésre törekszik.
A szervezet a fent említett területeken jogszabályok alkotását kezdeményezi, és véleményt nyilvánít jogszabályok tervezeteiről, szakmai előadásokat, vitaüléseket rendez, valamint szervezi és segíti a tagszervezetei közötti információáramlást, együttműködik más hazai és nemzetközi, felsőoktatással és ifjúsági érdekképviselettel foglalkozó szervezetekkel.